# المقاديح (فرع العدين)

تعديل مصدري - تعديل

المقاديح هي إحدى قرى عزلة الوزيرة بمديرية فرع العدين التابعة لمحافظة إب، بلغ تعداد سكانها 567 نسمة حسب تعداد اليمن لعام 2004.